# Pierre Chouard
Pour les articles homonymes, voir Chouard.
Pierre Chouard (Paris, 29 octobre 1903 - Paris, 11 décembre 1983) est un botaniste français, spécialiste de la physiologie végétale.

## Biographie
Il entre à l'École normale supérieure, dans la promotion 1924, et obtient l'agrégation de sciences naturelles en 1927.
Il participa, en 1930, à la formation de la Station internationale de géobotanique méditerranéenne et alpine de Montpellier.
Il fut professeur de physiologie végétale à la Sorbonne et directeur du phytotron de Gif-sur-Yvette.
En 1962, il apporte, avec son ami Henri Gaussen, son appui à la création du Parc national des Pyrénées. Tous deux feront ensuite partie du Comité scientifique du parc.
Il était membre de l'Académie d'agriculture de France et président de la Société botanique de France en 1949-1950.

## Ses publications
- Nouvelles observations sur les éléments floristiques du Massif de Néouvieille et de la Vallée d'Aure, 1933, 4 p.
- La multiplication végétative et le bourgeonnement chez les plantes vasculaires, Hermann & Cie, 1934, 48 p.
- La première excursion botanique interuniversitaire, organisée en Bretagne par l'Université de Rennes (4-7 juin 1938), 1938
- Les Idées modernes sur le mécanisme de la photosynthèse, avec Jean Dufrenoy, Henri Jean Maresquelle & André Eichhorn, dans Actualités scientifiques et industrielles, Phytobiologia, vol.1, Hermann, 1941, 62 p.
- Alimentation et hygiène en période de restrictions pour les collectivités de jeunesse: lycées, collèges, internats, les Belles éditions, 1943, 24 p.
- Additions à la connaissance floristique des Pyrénées, 1947
- Pourquoi fleurissent les plantes, Palais de la Découverte, 1949, 62 p.
- Éléments de génétique et d'amélioration des plantes, dans Cours du Conservatoire national des Arts et métiers, Centre de documentation universitaire, 1951
- La réserve naturelle de Néouvieille dans les Pyrénées centrales, dans Travaux du Laboratoire forestier de Toulouse, vol.4, Faculté des sciences, 1953, 6 p.
- Dormances et inhibitions des graines et des bourgeons: préparation au forçage, thermopériodisme, Centre de documentation universitaire, 1954, 157 p.
- Cultures sans sol, Maison Rustique, 1954, 200 p.
- Caractères généraux des Pyrénées centrales entre Gaves et Nestes (Relief, sol, climats, végétation, activités humaines), 1954, 46 p.
- Peut-on rechercher la mise en valeur agricole du Sahara, 1954, 8 p.
- Les gibberellines: nouveaux facteurs de croissance des plantes à fleurs, Persan Beaumont, 1958, 10 p.
- Phytotronique: science, technique, et recherches sur les rapports entre l'environnement et la biologie des végétaux, avec N. de Bilderling, Éditions du CNRS, 1969, 111 p.
- Phytotronique et prospective horticole: phytotronique II, symposium à l'occasion du 18e congrès international de l'horticulture Tel-Aviv organisé par P. Chouard et N. de Bilderling, mars 1970, compte rendu, Gauthier-Villars, 1972